# Cheyenne Dunkley
Cheyenne Dunkley (Wolverhampton, 13 febbraio 1992) è un calciatore inglese, difensore del Chesterfield.

## Carriera
Ha giocato nella seconda divisione inglese.

## Palmarès

### Club

#### Competizioni nazionali
- Football League One: 1

Wigan: 2017-2018